# Phyllodonta semicava
Phyllodonta semicava là một loài bướm đêm trong họ Geometridae.